# Bartolomé de Benavente y Benavides
Bartolomé de Benavente y Benavides (24 de agosto de 1594 - 26 de julho de 1652) foi um prelado católico romano que serviu como bispo de Antequera, Oaxaca (1639–1652).

## Biografia
Bartolomé de Benavente y Benavides nasceu em Madri, na Espanha, no dia 24 de agosto de 1594. A 27 de junho de 1639, foi nomeado durante o papado do Papa Urbano VIII como Bispo de Antequera, Oaxaca. Em 1640, recebeu a ordenação episcopal em Lima, através de Dom Pedro de Villagómez Vivanco, arcebispo de Lima, com Antonio Corderiña Vega, bispo de Santa Marta, e Francisco de la Serna, bispo de Popayán, servindo como co-consagradores. Serviu como Bispo de Antequera até à sua morte no dia 26 de julho de 1652. Enquanto bispo, foi o consagrador principal de Bartolomé González Soltero, bispo de Santiago da Guatemala (1643).